# Lee Dong-hwi
Lee Dong-hwi (Corea del Sur, 22 de julio de 1985) es un actor surcoreano, conocido por su interpretación en el drama Reply 1988 (2015–2016).

## Biografía
Es parte de un grupo de idols amigos conocidos como BYH48 formado por Suho de Exo, Ryu Jun-yeol, Byun Yo-han, Ji Soo y otros más. El nombre se lo dieron sus fanáticas con BYH haciendo referencia a las iniciales de Byun Yo-han —el "líder" del grupo— y el 48 es una parodia del grupo idol japonés AKB48.
Desde 2016 salió con la modelo y actriz HoYeon Jung, hasta su ruptura en 2024.

## Trayectoria
Es miembro de la agencia "Huayi Brothers" (화이브라더스코리아).
El 20 de septiembre de 2019 se unirá al elenco principal de la serie Pegasus Market (también conocida como "Cheap Cheonlima Mart") ,donde dio vida a Moon Suk-goo, el gerente de "Chunrima Mart", un hombre apasionado y entusiasta por su trabajo que en ocasiones tiende a ser ingenuo e ignorante.
En noviembre del mismo año se anunció que se había unido al elenco de la película New Year's Eve.
El 21 de agosto de 2020 se unió al elenco principal de la segunda historia de la serie SF8: Manxin, donde dio vida a Jung Ga-ram. El 9 de octubre del mismo año apareció en la octava y última historia SF8: Empty Body, donde interpretó a un cirujano plástico.
En octubre de 2021 se anunció que estaba en pláticas para unirse a la película Mora-dong, donde podría interpretar a Han Sun-woo, un profesor universitario a tiempo parcial que está trabajando para convertirse en arquitecto.

## Filmografía

### Series de televisión
| Año     | Título                       | Rol                | Canal   | Notas           | Ref.          |
| ------- | ---------------------------- | ------------------ | ------- | --------------- | ------------- |
| 2014    | Gunman in Joseon             | Han Jung-hoon      | KBS2    |                 |               |
| 2015    | Divorce Lawyer in Love       | Lee Kyung          | SBS     |                 |               |
| 2015-16 | Reply 1988                   | Ryu Dong-ryong     | tvN     |                 |               |
| 2016    | Red Teacher                  | Kim Tae-nam        | KBS2    | Drama Special   |               |
| 2016    | Entourage                    | Geo-book (Tortuga) | tvN     | Versión coreana |               |
| 2017    | Radiant Office               | Do Ki-taek         | MBC     |                 |               |
| 2019    | Pegasus Market               | Moon Suk-goo       | tvN     | 12 episodios    |               |
| 2019    | Designated Survivor: 60 Days | Jo Seung-ju        | tvN     | Ep. 6           |               |
| 2020    | SF8: Manxin                  | Jung Ga-ram        | MBC     |                 | [ 13 ]        |
| 2020    | SF8: Empty Body              | Cirujano plástico  | MBC     |                 | [ 14 ]        |
| 2022    | Anomalías                    | Lee Si-kook        | Netflix | Serie web       | [ 15 ]        |
| 2022-23 | La gran apuesta              | Jeong-pal          | Disney+ | Serie web       | [ 16 ] [ 17 ] |
| 2024    | Chief Detective 1958         | Kim Sang-sun       | MBC     | 10 episodios    | [ 18 ] [ 19 ] |
| 2025    | Submundo                     | Sim Hong-gi        | Disney+ | Serie web       | [ 20 ]        |

### Películas
| Año  | Título                      | Personaje               | Notas      | Ref.                 |
| ---- | --------------------------- | ----------------------- | ---------- | -------------------- |
| 2013 | Run to the South            | Miembro de la cafetería |            |                      |
| 2013 | Cold Eyes                   | Parrot                  |            |                      |
| 2013 | Queen of the Night          | Empleado 1              |            |                      |
| 2013 | Way Back Home               | Gwang-sik               |            |                      |
| 2014 | Animal                      | Soo-yong                |            |                      |
| 2014 | No Tears for the Dead       | Ingeniero Eléctrico     |            |                      |
| 2014 | Tazza: The Hidden Card      | Worth                   |            |                      |
| 2014 | Fashion King                | Duo man 2               |            |                      |
| 2015 | The Beauty Inside           | Sang-baek               |            |                      |
| 2015 | Por encima de la ley        | Yoon Hong-ryeol         |            |                      |
| 2015 | The Sound of a Flower       | Chil-sung               |            |                      |
| 2016 | The Handmaiden              | Goo-gai                 |            |                      |
| 2016 | Luck Key                    | Min-suk                 | Cameo      |                      |
| 2017 | Confidential Assignment     | Park Myung-ho           |            |                      |
| 2017 | One Line                    | Manager Song            |            |                      |
| 2017 | New Trial                   | Chang-hwan              |            |                      |
| 2017 | The Bros                    | Lee Joo-bong            |            |                      |
| 2021 | New Year Blues              | Yong-chan               |            | [ 21 ] [ 22 ]        |
| 2022 | Broker                      | Song                    | Cameo      | [ 23 ]               |
| 2022 | Another Record: Lee Je-hoon | Él mismo                | Documental | [ 24 ]               |
| 2023 | Maybe We've Broken Up       | Jun-ho                  |            |                      |
| 2023 | Dr. Cheon and Lost Talisman | Kang Do-ryung / In-bae  |            | [ 25 ] [ 26 ] [ 27 ] |
| 2024 | The Roundup: Punishment     | Chang Dong-cheol        |            | [ 28 ]               |
| 2024 | The Plot                    | Hauser                  |            | [ 29 ]               |

### Programas de variedades
| Año  | Programa         | Función  | Notas        | Ref.   |
| ---- | ---------------- | -------- | ------------ | ------ |
| 2021 | Hangout with Yoo | Invitado | Ep. 90-92    | [ 30 ] |
| 2019 | Running Man      | Invitado | Ep. 435, 450 | [ 31 ] |

### Apariciones en videos musicales
| Año  | Intérprete    | Canción | Notas                | Ref.   |
| ---- | ------------- | ------- | -------------------- | ------ |
| 2021 | Parc Jae-jung | "Hobby" | Junto a Kang Hye-won | [ 32 ] |

## Discografía

### MSG Wannabe’s JSDK

#### Sencillos
| Año  | Canción  | Álbum | Notas                                             | Ref.   |
| ---- | -------- | ----- | ------------------------------------------------- | ------ |
| 2021 | Only You | -     | Junto a Kim Jung-min, Lee Sang-yi y Simon Dominic | [ 33 ] |

## Premios y nominaciones
| Año  | Premio                               | Categoría                                                     | nominación                        | Resultado | Ref.   |
| ---- | ------------------------------------ | ------------------------------------------------------------- | --------------------------------- | --------- | ------ |
| 2016 | InStyle Star Icon                    | Premio actor de la nueva generación                           | Reply 1988, The Sound of a Flower | Nominado  |        |
| 2016 | 8th Icono de estilo Asia             | Awesome Swagger                                               | -                                 | Ganador   |        |
| 2016 | 11th Max Movie Awards                | Mejor actor de reparto                                        | The Beauty Inside                 | Nominado  |        |
| 2016 | 52nd Premio de arte Baeksang         | Mejor Actor nuevo (TV)                                        | Reply 1988                        | Nominado  |        |
| 2016 | 9th Korea Drama Awards               | Mejor actor nuevo                                             | Reply 1988                        | Nominado  |        |
| 2016 | 1st tvN10 Awards                     | Premio ladrón de escena, Actor                                | Reply 1988                        | Nominado  |        |
| 2016 | 16th Korea World Youth Film Festival | Premio novato                                                 | Reply 1988                        | Ganador   |        |
| 2016 | 30th KBS Drama Awards                | Premio a la Excelencia, Actor de un-acto/Especial/drama corto | Drama Special – Red Teacher       | Ganador   |        |
| 2016 | 2nd Fashionista Awards               | mejor fachionista                                             | —                                 | Nominado  | [ 34 ] |
| 2017 | 6th Korea Top Star Awards            | Premio Estrella Popular                                       | The Bros                          | Ganador   |        |